# Harry Potter i Książę Półkrwi (ścieżka dźwiękowa)
Harry Potter i Książę Półkrwi – ścieżka dźwiękowa do filmu o tej samej nazwie, nakręconego na podstawie książki J.K. Rowling. Jest to druga kompozycja napisana przez Nicholasa Hoopera do serii Harry Potter. Muzykę do poprzednich filmów napisali John Williams (pierwsze trzy filmy) i Patrick Doyle (czwarty film). 

## Lista utworów
1. „Opening” 2:53
2. „In Noctem” 2:00
3. „The Story Begins” 2:05
4. „Ginny” 1:30
5. „Snape & the Unbreakable Vow” 2:50
6. „Wizard Wheezes” 1:42
7. „Dumbledore's Speech” 1:31
8. „Living Death” 1:55
9. „Into the Pensieve” 1:45
10. „The Book” 1:44
11. „Ron's Victory” 1:44
12. „Harry & Hermione” 2:52
13. „School!” 1:05
14. „Malfoy's Mission” 2:53
15. „The Slug Party” 2:11
16. „Into the Rushes” 2:33
17. „Farewell Aragog” 2:08
18. „Dumbledore's Foreboding” 1:18
19. „Of Love & War” 1:17
20. „When Ginny Kissed Harry” 2:38
21. „Slughorn's Confession” 3:33
22. „Journey to the Cave” 3:08
23. „The Drink of Despair” 2:44
24. „Inferi in the Firestorm” 1:53
25. „The Killing of Dumbledore” 3:34
26. „Dumbledore's Farewell” 2:22
27. „The Friends” 2:00
28. „The Weasley Stomp” 2:51